# 芒努斯·耶内米尔
芒努斯·耶内米尔（瑞典語：Magnus Jernemyr，1976年7月18日—），生于萨拉，瑞典男子手球运动员。他曾代表瑞典国家队参加2012年夏季奥林匹克运动会手球比赛，获得一枚银牌。